# Jean-Noël Capart
Jean-Noël Capart és un paisatgista i urbanista belga d'origen.

## Biografia
Jean-Noël Capart és el fundador de la societat JNC International el 1968, a Brussel·les.

## Obres
- El Parc de la Deûle, realitzat el 2005 en col·laboració amb Jacques Simon i Yves Hubert. El Parc ha rebut el premi del Paisatge 2006.[3]
- MOSAÏC, realitzat el 2004 en col·laboració amb Jacques Simon i Yves Hubert, és el primer jardí temàtic del Nord-Pas-de-Calais. El jardí de les cultures proposa un passeig per al descobriment de la diversitat dels habitants de la metròpoli.
- El Jardin des Gogottes el 1995 a Guyancourt als Yvelines. El jardí acull Gogottes, obra de l'escultor Philolaos Tloupas.
- Restauració del Parc Josaphat en estreta col·laboració amb Marc Molter i Isabelle Bassette.